# جون بي. غرايسون
جون بي. غرايسون (بالإنجليزية: John B. Grayson)‏ هو عسكري أمريكي، ولد في 18 أكتوبر 1806 في مقاطعة فاييت في الولايات المتحدة، وتوفي في 21 أكتوبر 1861 في تالاهاسي في الولايات المتحدة.